# Explosion in der West Fertilizer Company

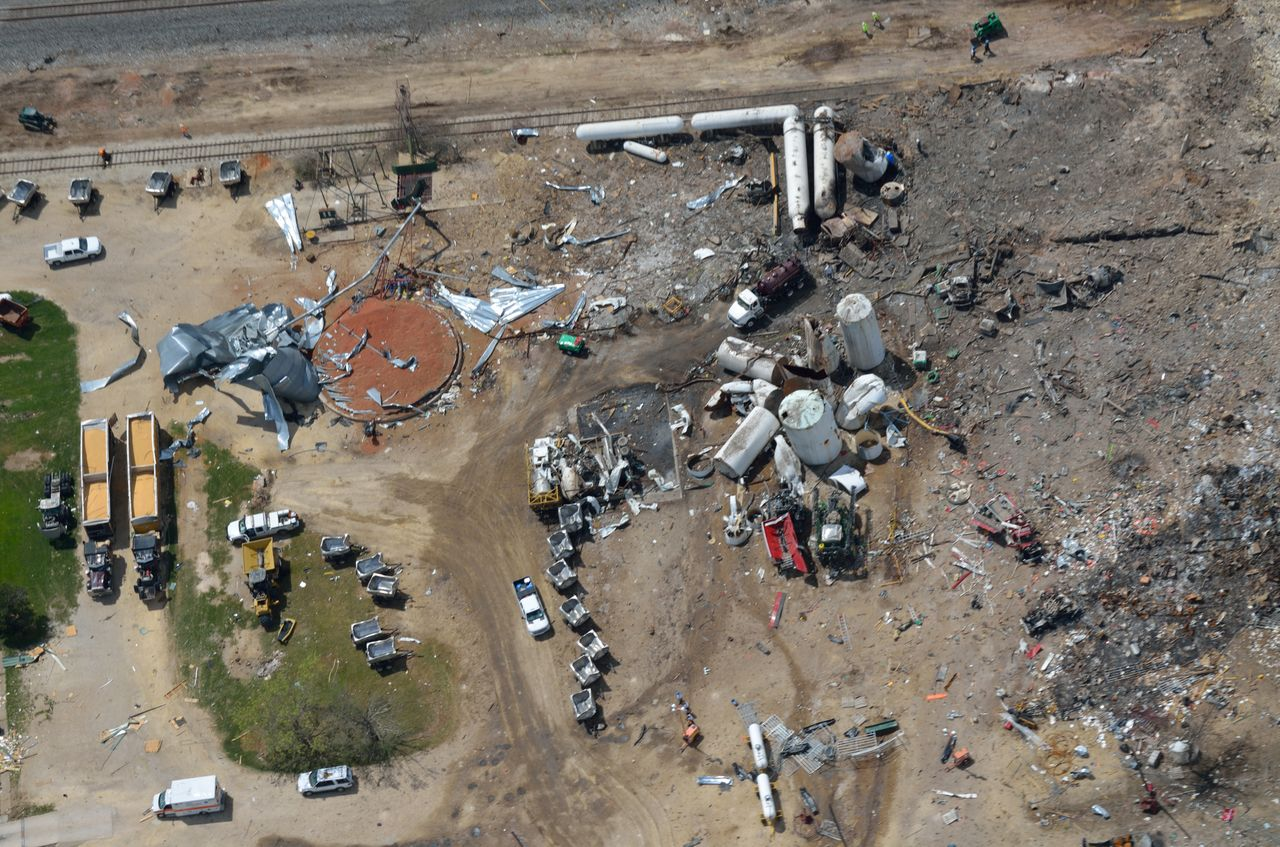
Luftaufnahme des Geländes fünf Tage nach der Explosion

Die Explosion in der West Fertilizer Company in West im US-Bundesstaat Texas, 29 km nördlich von Waco, ereignete sich am 17. April 2013 um 19:50 Uhr, während Einsatzkräfte versuchten, ein dort ausgebrochenes Feuer zu löschen.
Der Ablauf erinnert an ähnliche Explosionsunglücke im Zusammenhang mit Ammoniumnitrat wie z. B. die Texas-City-Explosion 1947 oder das Unglück bei BASF in Oppau 1921.
Die untersuchende Behörde U.S. Chemical Safety and Hazard Investigation Board gab nach Abschluss der Untersuchungen im Januar 2016 die Anzahl der Todesopfer mit 15 an, darunter seien 12 Feuerwehrleute und drei Unbeteiligte. Mehr als 260 Menschen wurden verletzt. Der außerhalb des Werksgeländes eingetretene Schaden wurde im Januar 2016 mit mehr als 100 Mio. US-Dollar angegeben, womit sich erste Schätzungen des Verbandes der texanischen Schadensversicherer bestätigten. Der gesamte eingetretene Schaden wurde auf 230 Mio. US-Dollar beziffert. Am 11. Mai 2016 gab die Ermittlungsbehörde Bureau of Alcohol, Tobacco, Firearms and Explosives (ATF) bekannt, dass die Explosion absichtlich herbeigeführt worden sei. Angaben zu Verdächtigen, Tätern oder Motiven wurden keine gemacht. Von anderer Seite, unter anderem der Occupational Safety and Health Administration, wurden Zweifel an der Version des ATF angemeldet, nicht zuletzt, weil dessen Annahme eines Anschlags, für den es keine Belege gebe, darauf beruhe, auch keine Hinweise zu anderen möglichen Ursachen gefunden zu haben.

## Hintergrund

Karte von West, Texas

Die West Fertilizer Company wurde 1962 gegründet und lieferte Chemikalien für landwirtschaftliche Belange. Die Anlage wurde 1985 von der Occupational Safety and Health Administration inspiziert, wobei kleinere Verstöße gegen Vorschriften bei der Lagerung von wasserfreiem Ammoniak sowie gegen Vorschriften beim Gesundheitsschutz gefunden wurden.
Nach Beschwerden aus der Nachbarschaft über Geruchsbelästigung durch Ammoniak untersuchte die texanische Kommission für Umweltqualität (Texas Commission on Environmental Quality) die Anlage und fand zwei nicht genehmigte Tanks mit wasserfreiem Ammoniak. Eine Genehmigung zum Betrieb dieser Tanks wurde im Nachhinein erteilt und die Auflagen der Behörden erfüllt.
In der Anlage wurden etwa 24 Tonnen von wasserfreiem Ammoniak gelagert. Eine Feuergefährdung wurde als ausgeschlossen betrachtet. Auf Grund dieser Einschätzung existierte auch weder ein geeignetes Brandschutzkonzept noch wurden Feuerlöscheinrichtungen installiert.
Im Jahr 2012 wurden der Environmental Protection Agency eine Lagermenge von etwa 240 Tonnen Ammoniumnitrat und etwa 50 Tonnen wasserfreiem Ammoniak gemeldet. Mengen über 180 kg unterstehen eigentlich der Aufsicht durch die Homeland Security. Diese wurde aber nicht über die gelagerte Menge informiert.

## Feuer und Explosion

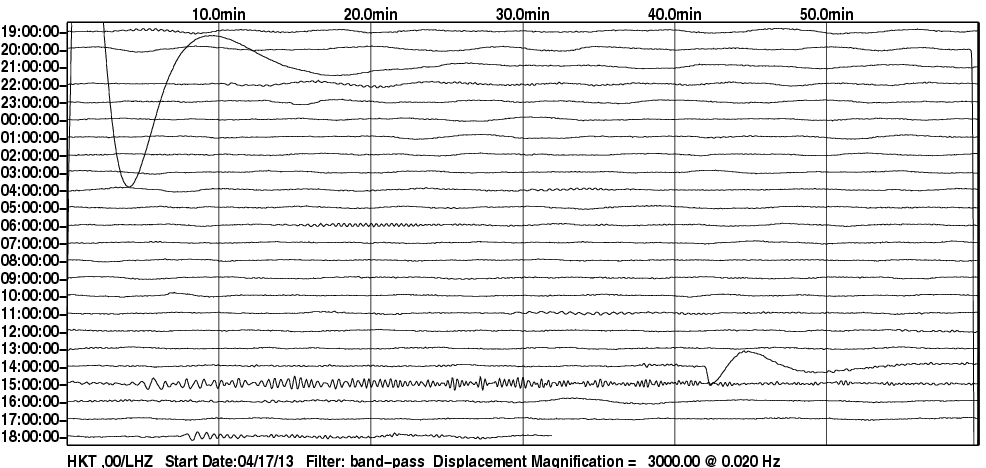
Seismogramm aus Hockley (Texas), 228 km südöstlich von West, das die Stärke des Bebens durch die Explosion demonstriert

Ein Anlagenteil fing am 17. April 2013 Feuer und explodierte später, als Feuerwehrkräfte versuchten, die Flammen einzudämmen. Die Explosion zerstörte verschiedene Gebäude, darunter die West Middle School, die sich in der Nähe der Fabrik befand, sowie ein nahegelegenes Apartmentgebäude. Die Wucht der Explosion entsprach nach Messungen der United States Geological Survey einem Erdbeben der Stärke 2,1. Die Explosion beschädigte zudem das West Rest Haven Schwesternheim. Der Großteil der getöteten Personen waren Rettungskräfte, darunter auch ehrenamtliche, die zur Brandbekämpfung vor Ort waren.
Die Explosion hinterließ einen Krater mit einem Durchmesser von etwa 28 Metern und zerstörte 142 Wohneinheiten; 300 Häuser und Fahrzeuge wurden in unterschiedlichem Maße betroffen. Die durch die Explosion verursachten Zerstörungen wurden durch das U.S. Chemical Safety and Hazard Investigation Board dokumentiert. Das Ausmaß der Verwüstung kann bei Google-Earth durch Vergleich der Aufnahmen 2012/2014 beurteilt werden (Lage: 31° 49′ 0″ N, 97° 5′ 16″ W).
Am 19. April 2013 rief Präsident Barack Obama den Notstand aus, damit Bundesmittel für den Wiederaufbau der zerstörten Ortschaft West freigemacht werden können.

## Reaktionen
Am 25. April 2013 fand in Waco die zentrale Gedenkveranstaltung statt, an der unter anderem Michelle und Barack Obama sowie der Gouverneur von Texas, Rick Perry, teilnahmen. Präsident Obama kündigte an, dass „die Nation beim Wiederaufbau helfen“ werde.
Nach der Explosionskatastrophe von Tianjin 2015 forderte Vanessa Allen Sutherland, noch größere Anstrengungen zur Gewährleistung der Sicherheit derartiger Anlagen zu ergreifen. Die lückenhaften Sicherheitsstandards und -richtlinien hätten die Katastrophe in West ermöglicht. Der Vorfall gehe unter anderem auf ein Versagen der West Fertilizer Company, aber auch der Behörden und Versicherungen zurück.
Nach der Explosionskatastrophe in Beirut 2020 erinnerte Katherine Lemos, Chairman des U.S. Chemical Safety and Hazard Investigation Board, an den ähnlichen Ablauf in West, Texas und bezeichnete Ammoniumnitratexplosionen großen Ausmaßes als vorhersehbar. Es seien Maßnahmen notwendig, um derart katastrophalen Explosionen vorzubeugen.